# Tabone
Pour les articles homonymes, voir Tabone (homonymie).
Tabone (variante : Tabona) est un patronyme maltais et italien.

## Étymologie
L'origine du nom maltais Tabone est obscure. Il dérive peut-être du mot tabuni, de l'arabe taboun (طابون), qui peut désigner un four traditionnel en terre cuite ou en argile dans lequel on cuit le pain (cf. pain tabouna) ; par extension, il peut désigner un boulanger.
Le nom de famille Tabuni est attesté à Malte en 1419.
Selon le linguiste Joseph Aquilina (en), Tabone serait composé de la préposition ta, qui signifie « [originaire] de » en maltais, et du toponyme Bona, qui désigne la ville d'Annaba, et désignerait une personne originaire de cette ville.
Ce patronyme maltais se confond avec le patronyme italien Tabone, présent surtout en Sicile et dans le Piémont.

## Distribution du patronyme dans le monde
Selon le site Forebears, 2 264 personnes portaient ce nom à Malte en 2014. En dehors de Malte, le nom Tabone se rencontre notamment en Australie, au sein de la communauté maltaise (en).
| Pays       | Nombre de personnes portant ce patronyme (2014) |
| ---------- | ----------------------------------------------- |
| Malte      | 2 264                                           |
| États-Unis | 1 187                                           |
| Australie  | 1 090                                           |
| Italie     | 873                                             |
| France     | 833                                             |

## Personnalités portant ce patronyme
- Tabone (homonymie)